# سلاویکووو (استان گابرووو)
سلاویکووو (به بلغاری: Slaveykovo) یک منطقهٔ مسکونی در بلغارستان است که در شهرستان دریانوو واقع شده‌است.